# Une lettre
Une lettre est une nouvelle de Guy de Maupassant parue en 1885.

## Historique
Signée Maufrigneuse, Une lettre est une nouvelle initialement publiée dans le quotidien Gil Blas  du 12 juin 1885.

## Résumé
Sous le prétexte d'une lettre adressée à l'écrivain, Maupassant répond à une supposée lectrice lui demandant de lui trouver un mari parmi ses connaissances...

## Éditions
- 1885 -  Une lettre, dans Gil Blas
- 1964 -  Une lettre, dans Contes et nouvelles, 2 vol., textes présentés, corrigés, classés et augmentés de pages inédites par Albert-Marie Schmidt, avec la collaboration de Gérard Delaisement, Albin-Michel, 1964-1967
- 1979 -  Une lettre, dans Maupassant, Contes et nouvelles, tome II, texte établi et annoté par Louis Forestier, Bibliothèque de la Pléiade, éditions Gallimard.

## Lire
- Lien vers la version de  Une lettre dans Gil Blas